# Assembleia Legislativa do Rio Grande do Norte
Assembleia Legislativa do Rio Grande do Norte é o órgão de poder legislativo do estado de Rio Grande do Norte, exercido através dos deputados estaduais. É composta por 24 deputados estaduais, eleitos por voto proporcional para um mandato de 4 anos.
Foi instalada em 2 de fevereiro de 1835, durante o período regencial brasileiro. Em 1983, foi inaugurado o Palácio José Augusto, atual sede da assembleia.
A 63ª legislatura teve início em 1 de fevereiro de 2023.

## História
A Assembleia Legislativa do Rio Grande do Norte (ALRN) é a instituição responsável pelo Poder Legislativo no estado do Rio Grande do Norte, Brasil. Foi criada pela Constituição estadual de 1891, promulgada após a Proclamação da República, que estabeleceu a existência de uma Assembleia Legislativa com poderes para elaborar leis e fiscalizar o Poder Executivo. Inicialmente, a sede da Assembleia Legislativa do Rio Grande do Norte foi o Palácio da República, localizado na capital, Natal. Em 1923, porém, a sede foi transferida para o Palácio Felipe Camarão, que é o edifício-sede atual. Desde então, a ALRN tem desempenhado um papel fundamental na história política do estado.
Ao longo de sua história, a ALRN teve uma série de momentos de destaque. Em 1935, por exemplo, a Assembleia Legislativa elaborou a primeira Constituição estadual do Rio Grande do Norte. Além disso, em 1947, a ALRN foi responsável pela criação do Tribunal de Contas do Estado, uma instituição fundamental para a fiscalização dos recursos públicos. Nos anos recentes, a Assembleia Legislativa do Rio Grande do Norte tem continuado a desempenhar um papel importante na política estadual. A ALRN tem sido ativa na fiscalização dos poderes Executivo e Judiciário do estado, além de aprovar leis importantes para a população.
Em resumo, a história da Assembleia Legislativa do Rio Grande do Norte é uma parte essencial da história política do estado. Desde a sua criação em 1891, a ALRN tem desempenhado um papel fundamental na elaboração de leis e na fiscalização do poder público, e continua a ser uma instituição crucial para a democracia e a governança no Rio Grande do Norte.

## Atribuições
A Assembleia Legislativa do Rio Grande do Norte (ALRN) possui diversas atribuições que estão descritas na Constituição Estadual e na legislação complementar.
Dentre as suas principais atribuições, destacam-se:
- Elaborar e aprovar leis estaduais: a ALRN é responsável por elaborar e aprovar leis estaduais que regem as atividades públicas no Rio Grande do Norte. As leis podem ser propostas pelos próprios parlamentares, pelo Poder Executivo ou por iniciativa popular.
- Fiscalizar o Poder Executivo: a Assembleia Legislativa tem a atribuição de fiscalizar a atuação do Poder Executivo, tanto em relação à execução do orçamento quanto às políticas públicas adotadas pelo governo.
- Aprovar o orçamento estadual: a ALRN tem a competência de aprovar o orçamento estadual, que é o instrumento que estabelece as receitas e despesas do estado para o ano seguinte.
- Autorizar empréstimos e convênios: a Assembleia Legislativa é responsável por autorizar empréstimos e convênios que o Poder Executivo pretenda firmar com outras entidades ou instituições.
- Julgar as contas do governador: a ALRN tem a atribuição de julgar as contas do governador, analisando a prestação de contas anual apresentada pelo chefe do Executivo.

Além dessas atribuições, a ALRN também pode criar comissões parlamentares de inquérito, receber representações contra autoridades, conceder títulos de cidadão potiguar, dentre outras funções.

## Composição

### Mesa Diretora
A mesa diretora do biênio 2023-2024:
| Posição            | Nome              | Partido |
| ------------------ | ----------------- | ------- |
| Presidente         | Ezequiel Ferreira | PSDB    |
| 1º Vice-presidente | Kleber Rodrigues  | PSDB    |
| 2º Vice-presidente | Eudiane Macedo    | PV      |
| 1º Secretário      | Tomba Faria       | PL      |
| 2º Secretário      | Galeno Torquato   | PSDB    |
| 3º Secretário      | Francisco do PT   | PT      |
| 4º Secretário      | Terezinha Maia    | PL      |

### Membros da 63ª legislatura
| Candidato (a)        | Partido       | Federação | Porcentagem | Total de Votos | Cidade natal                         |
| -------------------- | ------------- | --------- | ----------- | -------------- | ------------------------------------ |
| Ezequiel Ferreira    | PSDB          |           | 3,76%       | 70.800         | Natal, Rio Grande do Norte           |
| Coronel Azevedo      | PL            |           | 3,33%       | 62.607         | Recife, Pernambuco                   |
| Kleber Rodrigues     | PSDB          |           | 3,24%       | 61.074         | Natal, Rio Grande do Norte           |
| Adjuto Dias          | MDB           |           | 3,06%       | 57.657         | Natal, Rio Grande do Norte           |
| Isolda Dantas        | PT            | FE Brasil | 3,03%       | 57.046         | Patu, Rio Grande do Norte            |
| Bernardo Amorim      | PSDB          |           | 2,79%       | 52.505         | Mossoró, Rio Grande do Norte         |
| Divaneide            | PT            | FE Brasil | 2,77%       | 52.177         | Pedro Avelino, Rio Grande do Norte   |
| Francisco do PT      | PT            | FE Brasil | 2,68%       | 50.499         | Parelhas, Rio Grande do Norte        |
| George Soares        | PV            | FE Brasil | 2,66%       | 50.037         | Natal, Rio Grande do Norte           |
| José Dias            | PSDB          |           | 2,60%       | 49.027         | Martins, Rio Grande do Norte         |
| Dr. Keginaldo Jacome | PSDB          |           | 2,54%       | 47.809         | Tenente Ananias, Rio Grande do Norte |
| Gustavo Carvalho     | PSDB          |           | 2,46%       | 46.318         | Natal, Rio Grande do Norte           |
| Tomba Farias         | PSDB          |           | 2,26%       | 42.612         | Santa Cruz, Rio Grande do Norte      |
| Cristiane Dantas     | SOLIDARIEDADE |           | 2,23%       | 42.035         | Natal, Rio Grande do Norte           |
| Nelter Queiroz       | PSDB          |           | 2,05%       | 38.602         | Jucurutu, Rio Grande do Norte        |
| Galeno Torquato      | PSDB          |           | 1,98%       | 37.274         | São Miguel, Rio Grande do Norte      |
| Eudiane Macedo       | PV            | FE Brasil | 1,91%       | 36.027         | Natal, Rio Grande do Norte           |
| Ubaldo Fernandes     | PSDB          |           | 1,88%       | 34.426         | Natal, Rio Grande do Norte           |
| Luiz Eduardo         | SOLIDARIEDADE |           | 1,69%       | 31.871         | Manaus, Amazonas                     |
| Terezinha Maia       | PL            |           | 1,56%       | 29.440         | São Fernando, Rio Grande do Norte    |
| Hermano Morais       | PV            | FE Brasil | 1,54%       | 28.948         | Natal, Rio Grande do Norte           |
| Ivanilson Oliveira   | UNIÃO         |           | 1,46%       | 27.426         | Mossoró, Rio Grande do Norte         |
| Taveira Jr           | UNIÃO         |           | 1,42%       | 26.714         | Natal, Rio Grande do Norte           |
| Neilton              | PL            |           | 1,34%       | 25.143         | Apodi, Rio Grande do Norte           |

### Por partido
| Nome                                    | Sigla | Número de eleitos |
| --------------------------------------- | ----- | ----------------- |
| Partido da Social Democracia Brasileira | PSDB  | 10                |
| Partido Liberal                         | PL    | 3                 |
| Partido dos Trabalhadores (FE BRASIL)   | PT    | 3                 |
| Partido Verde (FE BRASIL)               | PV    | 3                 |
| Solidariedade                           | SD    | 2                 |
| União Brasil                            | União | 2                 |
| Movimento Democrático Brasileiro        | MDB   | 1                 |

## Frentes Parlamentares
- Frente Parlamentar das Águas (6)

Francisco do PT
Galeno Torquato
Isolda Dantas
Divaneide Basílio
Neilton Diógenes
Coronel Azevedo
- Frente Parlamentar em Defesa dos Direitos da Pessoa com Deficiência (7)

Kleber Rodrigues
Francisco do PT
Divaneide Basílio
Ubaldo Fernandes
Gustavo Carvalho
Adjuto Dias De Araujo Neto
Neilton Diógenes
- Frente Parlamentar para Gestão Inteligente e Sustentável (6)

Hermano Morais
Terezinha Maia
Dr. Kerginaldo
George Soares
Ivanilson Oliveira
Taveira Junior
- Frente Parlamentar da Mulher (5)

Divaneide Basílio
Eudiane Macedo
Cristiane Dantas
Isolda Dantas
Terezinha Maia
- Frente Parlamentar em Defesa do Setor Pesqueiro  (5)

Ubaldo Fernandes
Dr. Bernardo
Ivanilson Oliveira
Luiz Eduardo
Neilton Diógenes

## TV Assembleia RN
A TV Assembleia do Rio Grande do Norte começou a operar em outubro de 2003. A primeira transmissão, ao vivo, uma Sessão Plenária, ocorreu no dia 8 de outubro deste ano. Até o dia 15 de dezembro de 2003, data da inauguração oficial, a TV Assembleia funcionou em caráter experimental, trabalhando na formatação de uma grade composta pelas transmissões das atividades legislativas, telejornal , documentários sobre a cultura e história do Rio Grande do Norte, além de programas de entrevista.
No dia 24 de novembro de 2004 foi publicado no Diário Oficial do Estado o Ato da Mesa da Assembleia Legislativa nº 175/2004 que instituiu a Fundação Djalma Marinho. A entidade, sem fins lucrativos, passou a administrar a TV Assembleia, como responsável por todos os veículos de comunicação de sons e imagens concedidos ou autorizados à Assembleia Legislativa do Rio Grande do Norte.
Inicialmente o sinal da TV Assembleia estava disponível apenas para os assinantes da Cabo Natal, com programação diária de 15 horas. Ao final do segundo ano de atividades, as imagens da TV do legislativo potiguar também já chegavam as TVs Cabo dos municípios de Mossoró, Assu e Currais Novos, utilizando equipamentos digitais e com programação de 24h. Em 2008 a TV Assembleia começou a operar em canal aberto, via satélite, com a geradora em Lagoa Nova, município localizado na região central do estado.
Atualmente a TV Assembleia chega, em sinal aberto, a cidade do Natal e Região Metropolitana, Lagoa Nova e Pau dos Ferros; com processo de implantação em Santa Cruz, Nova Cruz, Assu, Mossoró, Currais Novos e Caicó. A meta do Legislativo Potiguar é levar o sinal da TV Assembleia a todos os 167 municípios do estado. Dessa forma a Assembleia Legislativa do Rio Grande do Norte pretende atingir a principal finalidade desta TV pública, que é dar publicidade e democratizar o acesso dos cidadãos aos temas debatidos e votados pela Casa.
Diariamente são veiculados, ao vivo, dois telejornais, um programa de esportes, quatro boletins informativos, as sessões plenárias, audiências públicas e reuniões das comissões permanentes. A TV Assembleia também produz semanalmente programas de entrevista sobre temas variados, uma agenda cultural com a divulgação dos eventos realizados no estado e a produção dos artistas locais, e informativos com prestação de serviço, como dicas de emprego e cursos. Outro ponto forte da TV Assembleia são os documentários sobre a cultura, história, economia e a memória política do Rio Grande do Norte, com periodicidade mensal e bimestral, totalizando uma produção atual de vinte programas.